# Näsbyholmssjön
Näsbyholmssjön is een meer in het Zweedse landschap Skåne.
Het meer ligt ten zuidwesten van Skurup aan het meer ligt het slot Näsbyholms slott. Het oorspronkelijke meer, dat een van de grootste meren van Skåne was, was in de jaren 60 van de 19de eeuw bijna geheel drooggelegd. Op ongeveer dezelfde plaats is een nieuw meer uitgegraven dat op 10 mei 2004 door de Zweedse koning Carl XVI Gustaf is ingewijd. Dit meer heeft een oppervlakte van 45 hectare en het watervolume is 600.000 kubieke meter.